# Saira Banu
Saira Banu, également connue en tant que Saira Bano, née le 23 août 1944 à Mussoorie, est une actrice du cinéma indien qui occupe une place prépondérante dans l'industrie cinématographique de Bollywood. Elle est l'une des actrices les plus populaires de l'histoire du cinéma indien. Saira Banu est la troisième actrice la mieux payée du cinéma hindi, de 1963 à 1969, et la quatrième actrice la mieux payée de 1971 à 1976. Elle est mariée à l'acteur Dilip Kumar.

## Filmographie
| Année | Film                              | Personnage        | Notes                                                 |
| ----- | --------------------------------- | ----------------- | ----------------------------------------------------- |
| 1961  | Junglee                           | Rajkumari         | Nommée pour le Filmfare Award de la meilleure actrice |
| 1962  | Shaadi (en)                       | Gauri             |                                                       |
| 1963  | Bluffmaster (en)                  | Seema             |                                                       |
| 1964  | Ayee Milan Ki Bela (en)           | Barkha            |                                                       |
| 1964  | April Fool (en)                   | Rita Christiana   |                                                       |
| 1964  | Aao Pyaar Karen                   | Shalini           |                                                       |
| 1964  | Door Ki Awaz                      | Bela / Jyoti      |                                                       |
| 1966  | Saaz Aur Awaaz                    | Geeta             |                                                       |
| 1966  | Yeh Zindagi Kitni Haseen Hai (en) | Princesse Sarita  |                                                       |
| 1966  | Pyar Mohabbat (en)                | Rita Singh        |                                                       |
| 1967  | Shagird (en)                      | Poonam            | Nommée pour le Filmfare Award de la meilleure actrice |
| 1967  | Diwana (en)                       | Kamini Gupta      | Nommée pour le Filmfare Award de la meilleure actrice |
| 1967  | Aman                              | Meloda            |                                                       |
| 1968  | Padosan (en)                      | Bindu             |                                                       |
| 1968  | Jhuk Gaya Aasmaan (en)            | Priya Khanna      |                                                       |
| 1969  | Aadmi Aur Insaan (en)             | Meena Khanna      |                                                       |
| 1970  | Gopi (en)                         | Seema             |                                                       |
| 1970  | Purab Aur Paschim (en)            | Preeti            |                                                       |
| 1971  | Balidaan (en)                     |                   |                                                       |
| 1972  | Victoria No. 203 (en)             | Rekha             |                                                       |
| 1973  | Jwar Bhata (en)                   | Gayatri           |                                                       |
| 1973  | Daaman Aur Aag (en)               |                   |                                                       |
| 1974  | Resham Ki Dori (en)               | Anupama           |                                                       |
| 1974  | International Crook (en)          | Seema             |                                                       |
| 1974  | Sagina (en)                       | Lalita            | Nommée pour le Filmfare Award de la meilleure actrice |
| 1974  | Pocketmaar (en)                   | Asha Rai          |                                                       |
| 1974  | Aarop (en)                        | Aruna             |                                                       |
| 1974  | Paise Ki Gudiya                   | Madhavi           |                                                       |
| 1975  | Zameer (en)                       | Sunita Singh      |                                                       |
| 1975  | Saazish (en)                      | Sunita            |                                                       |
| 1975  | Chaitali (en)                     | Chaitali          |                                                       |
| 1975  | Aakhri Daao (en)                  | Reena             |                                                       |
| 1975  | Mounto                            | Meena             |                                                       |
| 1976  | Bairaag (en)                      | Tara              |                                                       |
| 1976  | Hera Pheri (en)                   | Kiran Singh       |                                                       |
| 1976  | Koi Jeeta Koi Haara (en)          |                   |                                                       |
| 1976  | Aarambh                           |                   |                                                       |
| 1976  | Nehle Pe Dehla (en)               |                   |                                                       |
| 1977  | Mera Vachan Geeta Ki Kasam        | Champa            | Film retardé                                          |
| 1978  | Kaala Aadmi (en)                  |                   | Film retardé                                          |
| 1980  | Lahu Pukarega                     |                   | Film retardé                                          |
| 1980  | Desh Drohi (en)                   |                   | Film retardé                                          |
| 1984  | Duniya (en)                       | Mme Sumitra Kumar | Apparition caméo dans la chanson Teri meri zindagi    |
| 1988  | Faisla (en)                       | Radha             | Film retardé                                          |